# Barver Moor
Das Barver Moor ist ein Teilgebiet des 5000 ha großen Mittleren Wietingsmoores, dessen südwestliche Grenze es bildet. Es hat eine Ost-West-Ausdehnung von etwa 2,5 km und eine Nord-Süd-Ausdehnung von rund 1 km.
Seit Mitte des 19. Jahrhunderts wurden die Randbereiche des Moores zur Brenntorfgewinnung genutzt, ab 1901 erfolgte durch das Torfwerk
Freistatt eine gewerbsmäßige Abtorfung. Bis zur Einstellung des industriellen Abbaues (1995) wurde der Torfkörper auf 195 ha großflächig bis zu 2 m abgetorft, die nicht abgetorften Randbereiche sind charakterisiert durch mehrere aufgelassene Handtorfstiche und Landwirtschaft (vor allem  Grünland) mit engmaschig angelegten Gräben. Teile sind Naturschutzgebiete, die zumeist nach der Abtorfung und anschließender Wiedervernässung ausgewiesen wurden. Von 2019 bis 2022 erfolgte im Rahmen der Flurbereinigung Barver-Nord die Wiedervernässung von etwa 120 ha industriell abgebauter Flächen des Barver Moores (Maßnahmen: Aufhebung der Binnenentwässerung, Entfernung der Birkenverbuschung, Schaffung eines hochmoortypischen Offenlandes).
Am Rand des Barver Moores wurde 2020 von der Stiftung Naturschutz im Landkreis Diepholz vormals landwirtschaftlich genutztes Hochmoorgrünland umgewandelt als Testfläche für Paludikultur. Hier befindet sich eine von deutschlandweit drei landwirtschaftlichen Torfmoos-Kulturen (Spagnumfarm Barver).